# Fraterniteit van de Heilige Apostelen
De Fraterniteit van de Heilige Apostelen is een fraterniteit in het aartsbisdom Mechelen-Brussel die op 7 april 2013 werd opgericht door aartsbisschop André Léonard, 
onder inspiratie van priester Michel-Marie Zanotti-Sorkine, als een publieke klerikale vereniging van gelovigen van diocesaan recht. Zij valt onder de verantwoordelijkheid van de aartsbisschop van Mechelen-Brussel. De fraterniteit werd plots ontbonden op 15 juli 2016, tegen die beslissing zijn meer dan 300 canonieke beroepen aangetekend bij de Congregatie voor de Clerus.
In 2014 werden drie priesters van de Broederschap door aartsbisschop André Léonard aangesteld in de Sint-Katelijnekerk. Zij bliezen deze parochie nieuw leven in.
De Fraterniteit telde anno 2016 27 leden, 6 priesters en 21 seminaristen. 
Een van de betrachtingen van de Fraterniteit is om jongeren gevoelig te maken voor de schoonheid van de roeping tot diocesaan priester. Zij leven in een fraterniteit om te kunnen rekenen op de steun en de solidariteit van medebroeders.

## Besluit van aartsbisschop Jozef De Kesel
De nieuwe aartsbisschop van Mechelen-Brussel, Jozef De Kesel, besliste in juni 2016 om vanaf eind juni 2016 niet meer verder te werken met de Fraterniteit van de Heilige Apostelen in zijn bisdom. Zijn beslissing leidde tot beroering. Henk Rijkers becommentarieerde in het Katholiek Nieuwsblad dat er met dergelijke beslissingen van de Belgische Kerk spoedig helemaal niets meer over zou zijn en kerkjurist Kurt Martens wees er op dat de argumentatie van de nieuwe aartsbisschop naar zijn mening met haken en ogen aan elkaar hangt en omschreef de beslissing van de aartsbisschop als een vorm van machtsmisbruik. Tientallen personen gingen in beroep tegen de beslissing van de aartsbisschop, waardoor zijn besluit, dat eind juni 2016 in werking zou treden, tijdelijk werd opgeschort. Bezorgde gelovigen startten ook een petitie om het behoud van de broederschap te vragen. Een maand na zijn persbericht tekende J. De Kesel officieel een decreet ter ontbinding van de Fraterniteit van de Heilige Apostelen. De vraag heerste of deze beslissing in overeenstemming is met het Kerkelijk Recht.
13000 personen hebben een petitie ondertekend zodoende de Sint-Katelijne kerk -de kerk die voormalig aartsbisschop André Léonard voor de fraterniteit opnieuw heeft heropend- open te houden, meer dan 3000 mensen hebben een petitie getekend met als vraag om de fraterniteit in het bisdom Mechelen-Brussel te laten bestaan. Tegen het persbericht en het decreet hebben meer dan 300 personen beroep aangetekend, een delegatie van de vrienden van Sint-Katelijne is de beroepen in september 2016 gaan bezorgen aan de Heilige Stoel in Rome.

## Opleiding van de toekomstige priesters
De toekomstige priesters van de Broederschap van de Heilige Apostelen verbleven in de abdij van Marche-les-Dames in België of in het bisdom Bayonne in Frankrijk. Het merendeel kreeg hun vorming in het seminarie Notre-Dame in Namen of in het seminarie Saints Cœurs de Jésus et de Marie in Bayonne. Enkelen werden gevormd in het Johannes XXIII-seminarie in Leuven. Nadat de fraterniteit werd ontbonden waren de seminaristen genoodzaakt om uit elkaar te gaan. Enkelen studeren nog in België, anderen zitten verspreid over bisdommen in Frankrijk. De enige diaken onder hen had telkens het licht op groen gekregen om tot priester gewijd te worden, maar dat is om niet openlijk gecommuniceerde reden geweigerd door De Kesel die hem voor verdere studies gedurende twee jaar naar Rome heeft gestuurd.